# Вулпуєшть
Вулпуєшть, Вулпуєшті (рум. Vulpuești) — село у повіті Вилча в Румунії. Входить до складу комуни Міхеєшть.
Село розташоване на відстані 163 км на північний захід від Бухареста, 12 км на захід від Римніку-Вилчі, 88 км на північ від Крайови, 126 км на південний захід від Брашова.

## Населення
За даними перепису населення 2002 року у селі проживали 398 осіб, усі — румуни. Усі жителі села рідною мовою назвали румунську.